# Roy Weatherby
Roy Edward Weatherby Sr. (04 de setembro de 1910, Kansas — 04 de abril de 1988 (77 anos), Newport Beach, Califórnia), foi o fundador e proprietário da Weatherby, Inc., uma empresa americana de fabricação de rifles, espingardas e cartuchos fundada em 1945. Weatherby criou uma linha inteira de cartuchos personalizados e foi uma das pessoas responsáveis pelo interesse da indústria em cartuchos de alta velocidade. Ele criou um mecanismo de ação de rifle personalizado para acomodar seus cartuchos de alta pressão.

## Histórico
Roy Weatherby cresceu em uma fazenda no Kansas. Mais tarde, ele se mudou para Huntington Park, Califórnia, onde ele e sua esposa, Camilla, compraram uma casa de estilo espanhol localizada na 7672 California Street, na esquina da Grand Avenue. Weatherby começou a fabricar as "Weatherby Guns" em sua garagem na casa de Huntington Park.
As armas de fogo Weatherby são mais conhecidas por seus cartuchos de rifle de alta potência, todos com o nome Weatherby Magnum, como o .257 Weatherby Magnum e o .460 Weatherby Magnum, e pela produção de rifles esportivos com câmaras apropriadas.
Weatherby entrou no mundo da fabricação comercial de cartuchos e rifles com um histórico de experimentação em cartuchos pioneiros e estava determinado a desenvolver uma gama de cartuchos de rifle esportivos que produziriam velocidades de cano muito altas, altas energias de bala, trajetórias muito planas e batendo características em longo alcance. Entre aqueles que influenciaram seu pensamento e produtos estava o fabricante de rifles e designer de cartuchos inglês David Lloyd.
Após a morte de Roy Weatherby, a Weatherby Foundation International (inicialmente conhecida como Roy E. Weatherby Foundation) foi estabelecida como uma fundação sem fins lucrativos e isenta de impostos para educar o público não-caçador sobre o papel benéfico da caça esportiva ética, especialmente sua contribuições para a conservação da vida selvagem. Atualmente lidera uma iniciativa nacional para promover o desenvolvimento de exposições educacionais ao ar livre e, em 2007, patrocinou 78 eventos em 19 dos estados dos EUA, com números de participação combinados de quase 1 milhão. A Fundação patrocina anualmente o prestigioso prêmio Weatherby Hunting and Conservation.